# Lee Woo-seok
Lee Woo-seok (이우석?, I UseokLR, Ri UsŏkMR; 7 agosto 1997) è un arciere sudcoreano.
Il 29 luglio 2024 vince l'oro olimpico a squadre maschili insieme a Kim Je-deok e Kim Woo-jin, battendo in finale la squadra francese per 5 a 1. Nell'individuale, il coreano conquista la medaglia di bronzo, sconfiggendo per 6-0 Florian Kahllund nella finale per il terzo posto.

## Palmarès
- Giochi olimpici

Parigi 2024: oro a squadre e bronzo nell'individuale.
- Mondiali

's-Hertogenbosch	2019: oro a squadre miste, bronzo a squadre maschili.
Berlino 2023: oro a squadre maschili.
- Giochi asiatici

Giacarta 2018: argento individuale e a squadre maschili.
Hangzhou 2022: oro a squadre maschili e a squadre miste, bronzo nell'individuale.
- Giochi olimpici giovanili

Nanchino 2014: oro individuale.
- Giochi mondiali universitari

Taipei 2017: oro a squadre maschili.
Napoli 2019: oro individuale.
- Giochi mondiali militari

Wuhan 2019: argento individuale, bronzo a squadre maschili.